# Iberoneta
Iberoneta is een geslacht van spinnen uit de familie hangmatspinnen (Linyphiidae).

## Soorten
De volgende soorten zijn bij het geslacht ingedeeld:
- Iberoneta nasewoa Deeleman-Reinhold, 1984